# Protomyctophum beckeri
Protomyctophum beckeri är en fiskart som beskrevs av Wisner, 1971. Protomyctophum beckeri ingår i släktet Protomyctophum och familjen prickfiskar. Inga underarter finns listade i Catalogue of Life.